# 乌坡镇
乌坡镇，是中华人民共和国海南省屯昌县下辖的一个乡镇级行政单位。

## 行政区划
乌坡镇下辖以下地区：
乌坡社区、白毛坡村、村仔村、从良村、南东村、青梯村、美华村、坡心村、乌石坡村、鸭塘村、岭头村和玖耐村。